# Luci Icili
Luci Icili (llatí: Lucius Icilius) va ser un magistrat romà. Era fill de Gai Icili Ruga i formava part de la gens Icília, una molt antiga família romana d'origen plebeu.
Dionís d'Halicarnàs diu que Luci Icili era un home de gran energia i eloqüència. Va ser tribú de la plebs per primera vegada l'any 456 aC i va reclamar el dret per als tribuns a convocar al senat. També va aconseguir aprovar una llei per assignar les terres de l'Aventí (de Aventino publicando) a la plebs, tot i la dura oposició del senat i els patricis que fins llavors tenien aquests terres i cobraven rendes dels plebeus. Per aquesta llei els patricis van haver de cedir la propietat però van ser indemnitzats. Però la llei va ser d'una gran importància per a la independència dels plebeus, ja que els patricis deixaven de ser els seus terratinents i per tant, ja no controlaven els seus vots.
L'any següent, el 455 aC va ser reelegit tribú juntament amb els mateixos companys i va proposar una llei agrària a la qual els patricis es van oposar fins i tot amb la violència. Les gens patrícies dels Clelis, dels Postumis i dels Sempronis van ser portades a judici i les seves propietats i els seus béns confiscats. Però els patricis ho van retornar tot als acusats. La discussió sobre la llei es va reprendre, però es va aturar per una invasió dels eques.
Sis anys després, el 449 aC Icili va ser un dels caps de l'oposició que es va fer als decemvirs del segon decemvirat. Virgínia era la seva promesa i Icili va defensar la seva causa davant Api Claudi, fins i tot després de la mort de Virgínia a mans del seu pare Luci Virgini que ho va fer precisament per evitar la luxúria d'Api Claudi. Va incitar al poble a revoltar-se contra la tirania. Va aconseguir que l'exèrcit que lluitava contra els sabins li donés suport i es va unir a l'exèrcit de Luci Virgini reunit al Mont Àlgid. Finalment els decemvirs van renunciar, i el dret d'apel·lació es va restaurar per a la plebs. Les tropes es van retirar al Mont Àlgid i a les eleccions Icili va obtenir el càrrec de tribú de la plebs per tercera vegada pel 448 aC. La seva primera llei va ser una amnistia pels que havien pres part a la revolta.
Després va participar en el judici contra Api Claudi i contra Marc Claudi, un client del primer que havia declarat que Virgínia era la seva esclava. A finals de l'any va proposar donar el triomf als cònsols Luci Valeri Potit i Marc Horaci Barbat per la seva victòria sobre els sabins, honor que el senat els refusava, i que va ser concedit pels comicis tribunats. Era la primera vegada que es va celebrar un triomf sense l'autorització del senat romà.
Titus Livi menciona un seu germà que va tenir un petit paper en la revolta del 449 aC, quan va anar a avisar el pare de Virgínia tota la trama que havia muntat Api Claudi. Diu que era conegut com a Icili νεανίσκος (jove), potser per distingir-lo del seu germà.